# Требуется помощник
«Требуется помощник» (англ. Help Wanted) — пилотный эпизод первого сезона мультсериала «Губка Боб Квадратные Штаны». Данный эпизод был создан в 1997 году и показан 1 мая 1999 года на телеканале «Nickelodeon» в США, а в России — 4 марта 2000 года.

## Сюжет

Губка Боб (сверху) и обезумевшие от голода анчоусы

Этот эпизод открывает нам городок Бикини-Боттом. Зрителям показывают молодую морскую губку, которая готовится исполнить мечту всей своей жизни — готовить крабсбургеры в подводном ресторане быстрого питания «Красти Краб», к раздражению кассира ресторана Сквидварда. Губка Боб начинает нервничать получить работу в «Красти Крабе», пока его лучший друг Патрик Стар не убедил его. Сквидвард сказал мистеру Крабсу, что Губка Боб не может работать здесь, и они решили манипулировать им, отправив его на невозможное поручение — приобрести, казалось бы, несуществующую «гидродинамическую лопатку с пилоприбамбасами и турбоприводом».
Вскоре после его ухода пять автобусов, содержащих толпы голодных анчоусов, останавливаются в «Красти Крабе»; обилие пассажиров яростно требуют еды. Невозможно удовлетворить голодных анчоусов — Сквидвард и мистер Крабс остаются беспомощны с неудовлетворённой толпой. Вскоре Губка Боб возвращается из своего поручения, выполнив просьбу мистера Крабса и отыскав лопатку, которую он использует в быстром нагнетании кучи крабсбургеров для анчоусов, удовлетворяя их едой. После того, как толпа стихает, Губка Боб приветствуется как сотрудник «Красти Краба», к большому разочарованию Сквидварда (он хотел рассказать мистеру Крабсу о Губке Бобе). Патрик заказывает крабсбургер, и Губка Боб швырнул целую струю крабсбургеров — перед поражённым Сквидвардом — на него.

## Производство
Эпизод «Требуется помощник» был написан создателем мультсерила Стивеном Хилленбергом, Дереком Драймоном и Тимом Хиллом; Алан Смарт был анимационным режиссёром. Изначально Стивен Хилленберг планировал произвести эту серию в 1994 году, но начал над ней работать в 1996 году после окончания мультсериала «Новая жизнь Рокко».
Первоначальная идея Стивена была в том, чтобы сценаристы сделали раскадровку для возможного эпизода и передали его на канал «Nickelodeon». Одна из оригинальных идей серии была в том, чтобы сделать эпизод с Губкой Бобом и Сквидвардом на дорожном путешествии, вдохновлённую фильмом 1989 года «Шоссе встреч». Однако Хилленберг отказался от этой идеи и решил её использовать в серии «Доставка пиццы».
Первоначально Губка Боб должен был быть назван «Мальчик-Губка» (англ. SpongeBoy) и мультсериал должен был называться «SpongeBoy Ahoy!». Однако в юридическом отделе канала «Nickelodeon» обнаружили, что имя «SpongeBoy» уже используется в продукте швабры. Это было узнано после озвучивания 7-минутной пилотной серии в 1997 году. После этого обсуждения Хилленберг решил, что в имени персонажа должно быть слово «губка», чтобы зрители не перепутали его с «сырным человеком». Вскоре Стивен дал ему имя «Губка Боб». Он выбрал «Квадратные Штаны» как фамилию из-за квадратной формы персонажа, и это было «хорошее кольцо к нему».
Хилленберг и Драймон поужинали и придумали идею для пилотного эпизода «Требуется помощник», основанный на опыте, который Стивен имел в бойскаутах, после чего Хилленберг и Хилл составили план серии. Летом 1997 года, представляя проект руководителям Nickelodeon, Хилленберг надел гавайскую рубашку, принёс подводный террариум с моделями персонажей и включил гавайскую музыку. Эрик Коулмэн, ныне бывший исполнительный директор Nickelodeon, описал данную обстановку как «довольно удивительную». Получив деньги и две недели на написание пилотного эпизода, Хилленберг, Драймон и Дженнингс вернулись с тем, что официальный представитель Nickelodeon Элби Хехт описал как «выступление, которое бы он хотел записать на плёнку». Несмотря на то, что Дерек Драймон описал питчинг как «стресс», он сказал, что всё прошло «очень хорошо». При этом в ходе презентации Хехту и Кевину Кэю даже пришлось выйти на улицу, потому что они «устали от смеха», что обеспокоило аниматоров. С помощью Хилла и арт-директора Ника Дженнингса Хилленберг закончил питчинг и продал свой проект Nickelodeon.
В эпизоде присутствует песня под названием «Livin' in the Sunlight, Lovin' in the Moonlight», исполненная музыкантом Tiny Tim. В тот момент, когда пилотная серия уже была завершена, музыкального редактора Николаса Карра попросили переделать существующую музыку в серии. Карр сказал: «Когда я впервые начал работать над „Губкой Бобом“, у меня были обязанности музыкального редактора, но меня быстро усадили в кресло главного композитора». Продюсерская команда потратила большую часть своего музыкального бюджета на использование «Livin' in the Sunlight, Lovin' in the Moonlight», который Карр описал как «печально знакомый сценарий с большинством мультфильмов для телевидения, когда к тому времени, когда дело доходит до рассмотрения музыки, бюджет уже исчерпан».
Идея использования данного трека возникла, когда кто-то послал Хилленбергу кассету с «кучей музыки». В то время как сценаристы разрабатывали мультсериал, Хилленберг сыграл песню Драймону в качестве примера энтузиазма, который он искал. Когда пришло время писать пилотную серию, у них возникла идея использовать песню в третьем акте. В конце концов команда получила права на использование песни, но всё, что у них было — «паршивая копия на старой ленте Стива». Авторы смогли использовать музыку, когда одна из женщин, работавших в Nickelodeon в то время, «знала кого-то где-то, у кого был доступ к чему-то», и она принесла копию песни на компакт-диске. Драймон сказал: «Нам повезло, что у неё был контакт, иначе мы не смогли бы его использовать. Самое печальное было то, что Tiny Tim умер как раз в то время, когда мы писали пилотную серию, поэтому он никогда не знал, что мы использовали его песню».

## Роли
| Персонаж                   | Актёр           | Русский дубляж                    |
| -------------------------- | --------------- | --------------------------------- |
| Губка Боб Квадратные Штаны | Том Кенни       | Сергей Балабанов                  |
| Патрик Стар                | Билл Фагербакки | Юрий Маляров                      |
| Сквидвард Тентаклс         | Роджер Бампасс  | Иван Агапов                       |
| Юджин Крабс                | Клэнси Браун    | Виктор Незнанов                   |
| улитка Гэри                | Том Кенни       |                                   |
| анчоусы                    | Том Кенни       | Виктор Незнанов, Вячеслав Баранов |
| Рассказчик                 | Том Кенни       | Вячеслав Баранов                  |